# Rosario Harriott
Rosario Harriott (26 settembre 1989) è un calciatore giamaicano, difensore dell'Harbour View e della Nazionale giamaicana.

## Carriera

### Club
Ha sempre giocato nel campionato giamaicano.

### Nazionale
Ha esordito in nazionale nel 2015.
Viene convocato per la Copa América Centenario negli Stati Uniti.

## Palmarès

### Club

#### Competizioni nazionali
- National Premier League: 1

Portmore United: 2010-2011